# ادوارد فون بورشودی
ادوارد فون بورشودی (مجاری: Eduard von Borsody; ۱۳ ژوئن ۱۸۹۸ – ۱ ژانویهٔ ۱۹۷۰) فیلمبردار، تدوین‌گر و کارگردان فیلم اهل اتریش بود.
وی کارگردان فیلم‌هایی همچون قلبم تو را می‌خواند (فیلم فرانسوی)، قلبم تو را می‌خواند (فیلم آلمانی)، کنگو اکسپرس و آلبرگ اکسپرس بوده‌است.